# هاتون هنگ
هاتون هنگ (به انگلیسی: Hutton Hang) یک روستا و محله مدنی در بریتانیا است که در ریچموندشر واقع شده‌است.